# 4 octombrie
ianuarie • februarie • martie  • aprilie  • mai  • iunie  • iulie  • august  • septembrie  • octombrie  • noiembrie  • decembrie
4 octombrie este a 277-a zi a calendarului gregorian și a 278-a zi în anii bisecți. Mai sunt 88 de zile până la sfârșitul anului.

## Evenimente

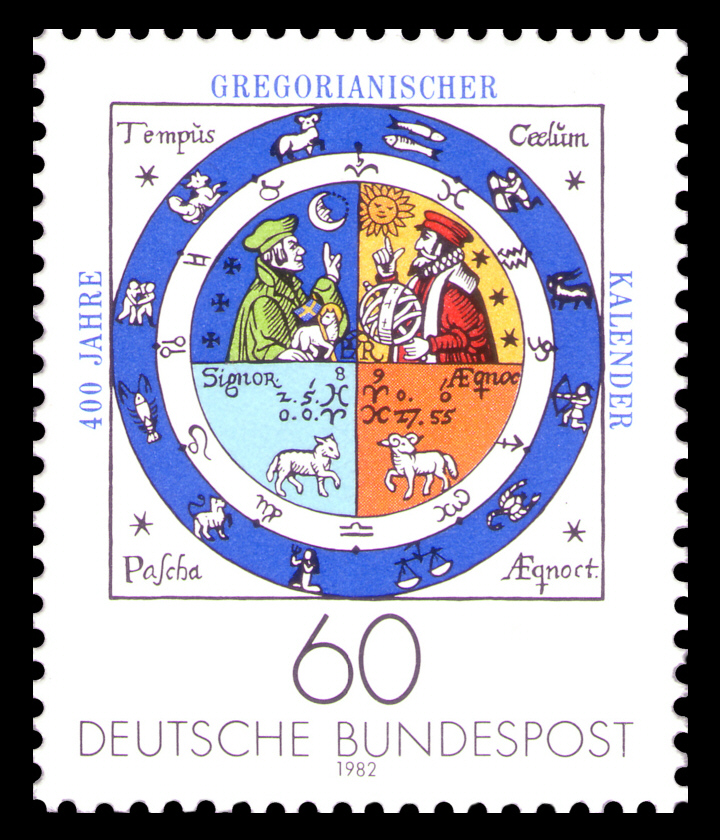
1582: Papa Grigore al XIII-lea aplică Calendarul gregorian în Italia, Polonia, Portugalia și Spania; 4 octombrie a acestui an devine 15 octombrie.

- 1209: Otto al IV-lea este încoronat împărat al Sfântului Imperiu Roman de către Papa Inocențiu al III-lea.
- 1332: Scrisoare emisă de Cancelaria papală de la Avignon, care atestă existența claselor sociale în Moldova de S–V, menționând "puternicii acelor locuri".
- 1582: Papa Grigore al XIII-lea aplică Calendarul gregorian în Italia, Polonia, Portugalia și Spania; 4 octombrie a acestui an devine 15 octombrie.
- 1745: Francisc I, Împărat Roman, soțul Mariei Tereza, este încoronat ca rege la Frankfurt am Main.
- 1824: Mexic adoptă o nouă constituție și devine republică.
- 1830: Crearea statului Belgia după separarea de Olanda.
- 1853: Începe războiul Crimeii (1853–1856). Țările Române devin teatru de ocupație și confruntări militare.

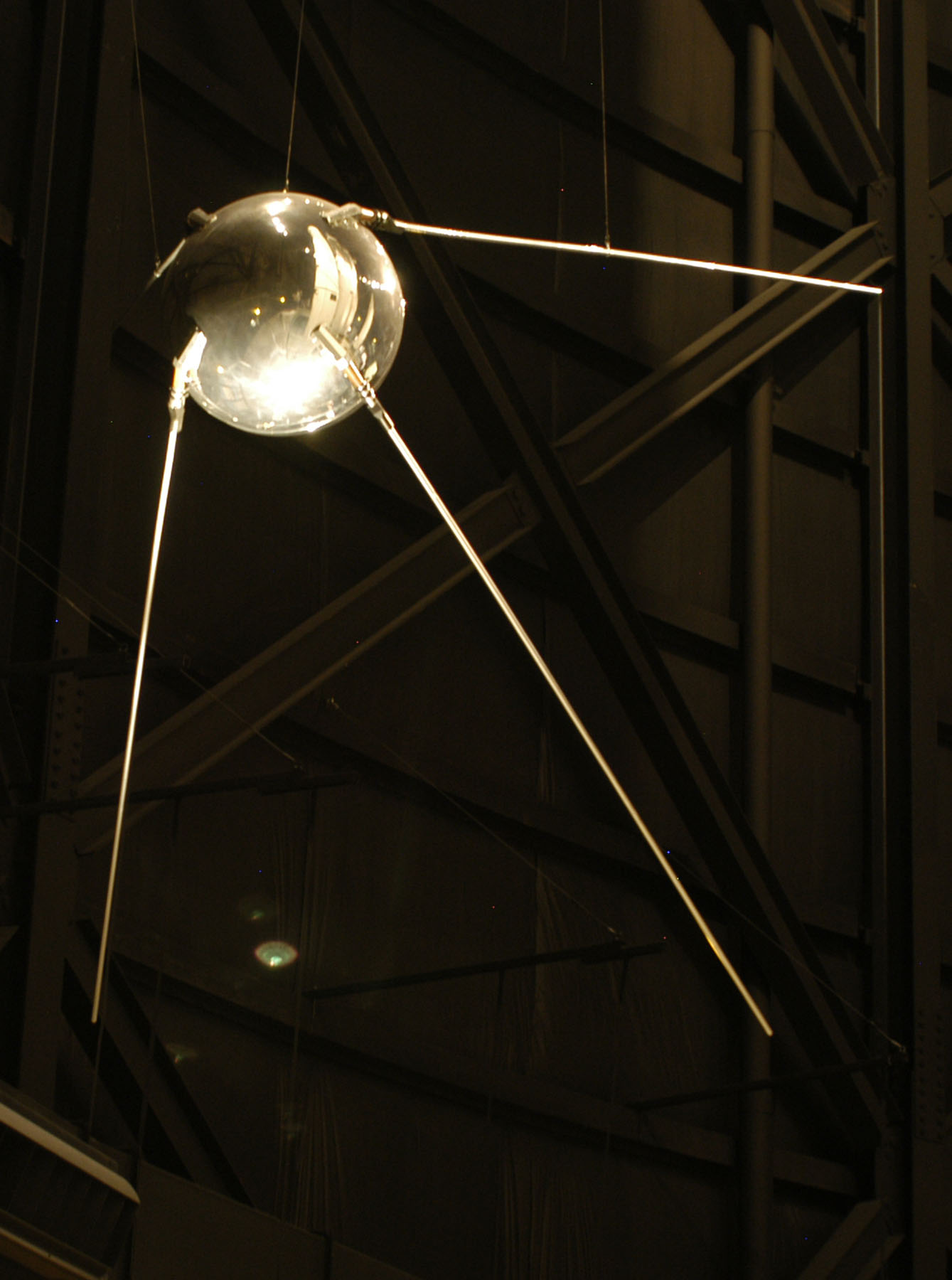
1957: Sputnik 1, primul satelit artificial al Pământului, a fost lansat pe orbită de o rachetă R-7 Semiorka de la cosmodromul Baikonur din RSS Kazahă, URSS.

- 1883: Primul Orient-Express, având ruta Paris - Varna (Bulgaria).
- 1888: Germania concesionează construirea căii ferate dintre Haidar Pașa și Izmir.
- 1895: A fost organizat primul turneu de golf, la Newport (Rhode Island).
- 1929: Sub directoratul lui Liviu Rebreanu se inaugurează Studioul Teatrului Național din București, cu "Mușcata din fereastră", piesa lui Victor Ioan Popa.
- 1940: Al doilea război mondial: Întâlnirea dintre Hitler și Mussolini de la Brennero.
- 1957: Sputnik 1, primul satelit artificial al Pământului, a fost lansat pe orbită de o rachetă R-7 Semiorka de la cosmodromul Baikonur din RSS Kazahă, URSS.
- 1960: Statele Unite au lansat în spațiu "Courrier IB", primul satelit folosit în telecomunicații.
- 1963: În fața Organizației Națiunilor Unite împăratul etiopian Haile Selassie a ținut un discurs în numele Africii în deplină legitimitate (cu câteva săptămâni înainte se înființase Organizația Unității Africane (OUA)). Un pasaj din discurs a fost folosit mai târziu (1976) de către cântărețul și compozitorul jamaican Bob Marley pentru piesa War.
- 1965: Papa Paul al VI-lea ajunge la New York, devenind primul suveran pontif care vizitează Statele Unite. Va ține un discurs la ONU, în care va pleda pentru pace, în condițiile escaladării Războiului din Vietnam.
- 1990: Dezvoltatorul de software Richard Stallman a înființat Free Software Foundation pentru promovarea software-ului liber.
- 2000: Văduva lui John Lennon, Yoko Ono, a inaugurat într-o zonă de la periferia orașului Tokio, primul muzeu consacrat în exclusivitate legendarului component al formației Beatles. Muzeul conține cca 130 de obiecte care au aparținut marelui cântăreț, între care și un jurnal, care conține poezii și schițe.
- 2006: După o perioadă de câteva luni de interimat, Serviciul Român de Informații are un nou director în persoana lui George Maior, un politician român, membru al PSD. Claudiu Săftoiu, fostul consilier al președintelui României Traian Băsescu, este numit director al Serviciului de Informații Externe român.
- 2010: Accidentul de la uzina de aluminiu din Ajka  (vestul Ungariei) s-a soldat cu cel puțin 9 persoane decedate și 122 rănite. Lichidul toxic a ajuns în Dunăre pe data de 7 octombrie 2010, poluând considerabil apele fluviului.

## Nașteri
- 1160: Alys, Contesă de Vexin, fiica lui Louis al VII-lea al Franței (d. 1220)
- 1289: Regele Louis al X-lea al Franței (d. 1316)
- 1550: Carol al IX-lea al Suediei (d. 1611)
- 1585: Anna de Austria, împărăteasă a Sfântului Imperiu Roman (d. 1618)
- 1626: Richard Cromwell, Lord Protector al Angliei, Scoției și Irlandei, fiul lui Oliver Cromwell (d. 1712)
- 1814: Jean-François Millet, pictor francez (d. 1875)

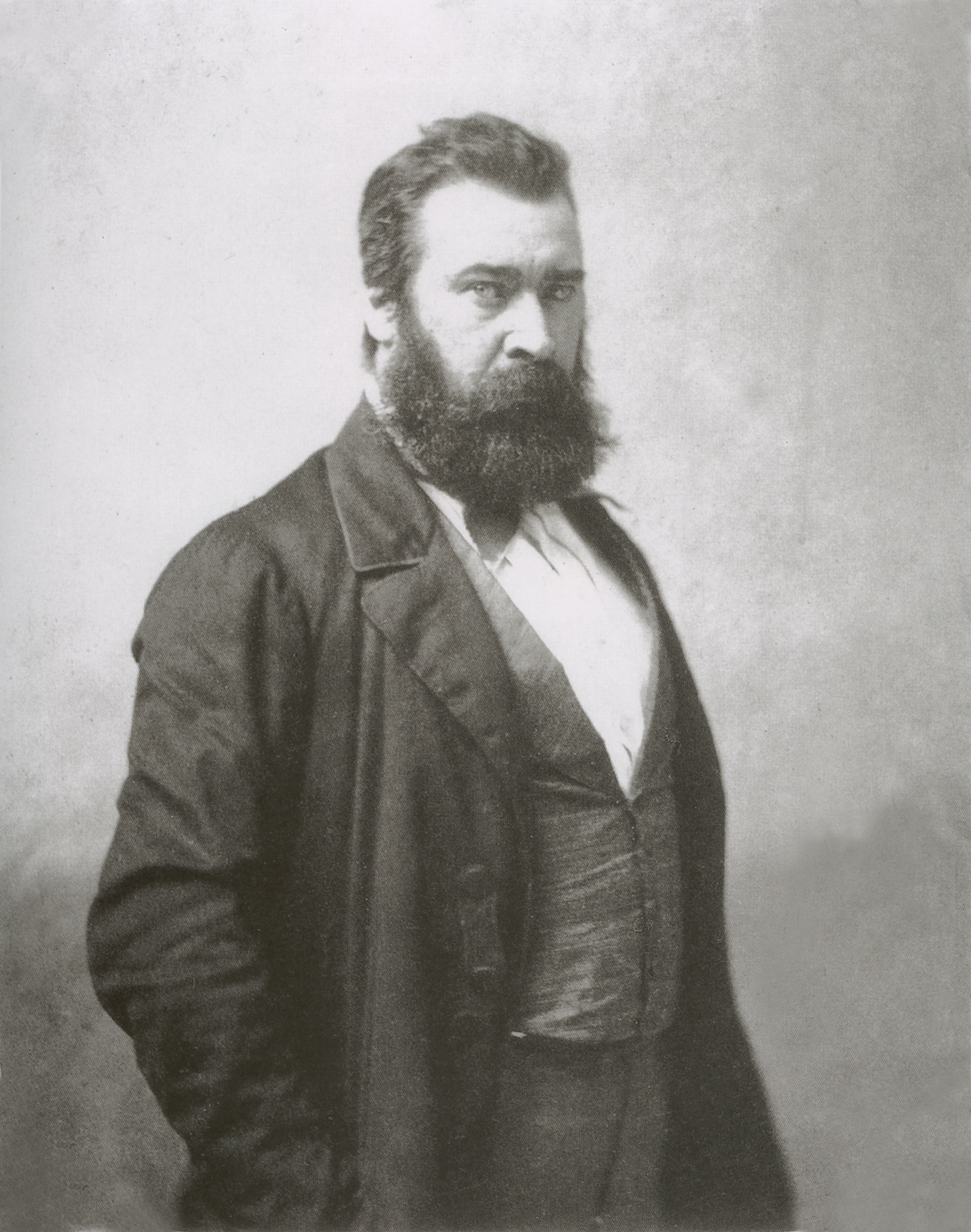
Jean-François Millet, pictor francez
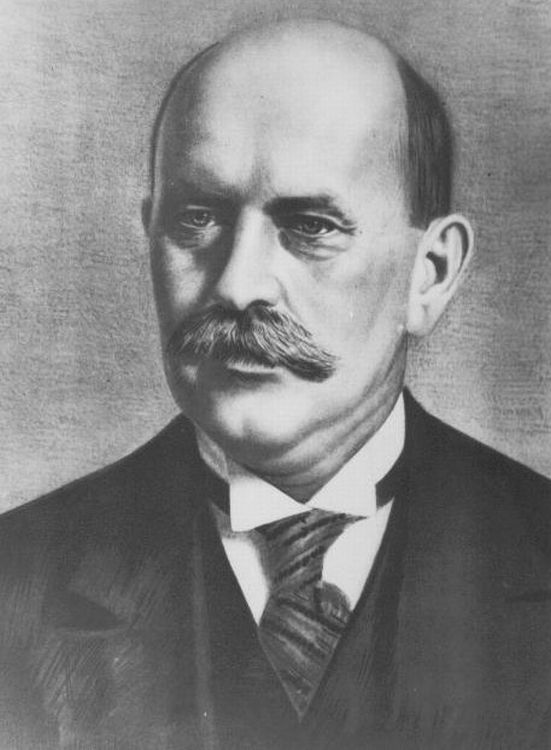
Gheorghe Țițeica, matematician român
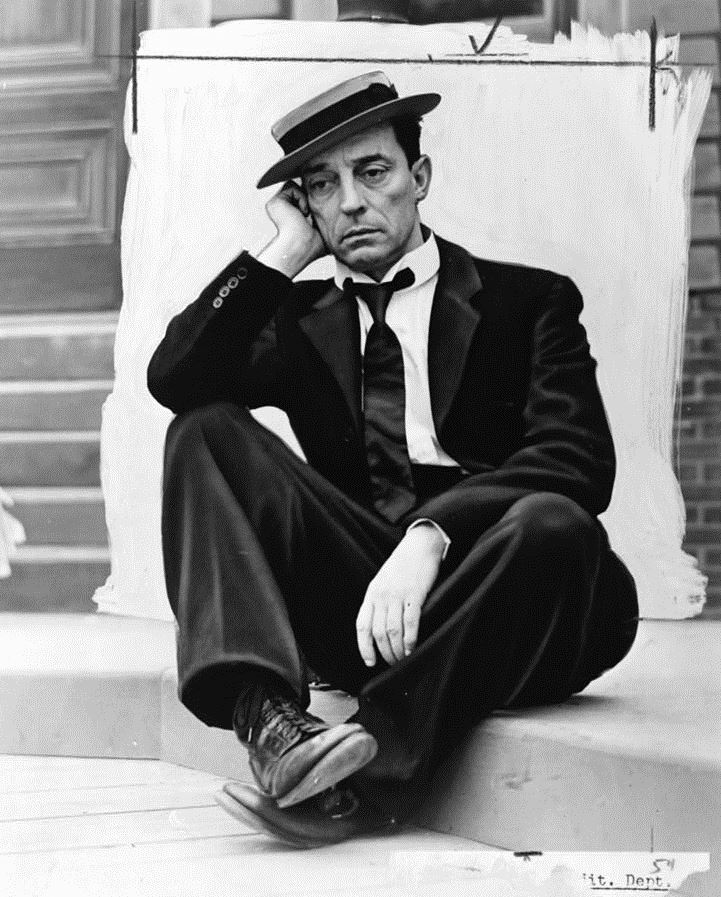
Buster Keaton, comic american

- 1822: Rutherford B. Hayes, politician american, al 19-lea președinte al Statelor Unite (d. 1893)
- 1841: Maria Sofia de Bavaria, soția regelui Francisc al II-lea al Celor Două Sicilii (d. 1925)
- 1859: George Cosmovici, compozitor român (d. 1927)
- 1873: Gheorghe Țițeica, matematician român, membru, vicepreședinte și secretar general al Academiei Române (d. 1939)
- 1881: George (Gogu) Constantinescu, om de știință, inventator și inginer român (d. 1965)
- 1895: Buster Keaton, comic, cunoscut drept "omul care nu râde niciodată" (d. 1966)
- 1916: Vitali Ghinzburg, fizician rus, laureat al Premiului Nobel (d. 2009)
- 1921: Valeriu Munteanu, filolog și lexicograf român (d. 1999)
- 1923: Charlton Heston, actor american (d. 2008)
- 1928: Alvin Toffler, jurnalist și autor american (d. 2016)
- 1931: Richard Rorty, filosof american (d. 2007)
- 1933: George Astaloș, poet, romancier și dramaturg român (d. 2014)
- 1934: Mircea Albulescu, actor român de teatru și film (d. 2016)
- 1938: Kurt Wüthrich, chimist elvețian, laureat Nobel
- 1941: Anne Rice, scriitoare americană (d. 2021)
- 1942: Jóhanna Sigurðardóttir, al 24-lea prim-ministru al Islandei
- 1943: Florian Pittiș, actor român de teatru și film (d. 2007)
- 1946: Susan Sarandon, actriță americană

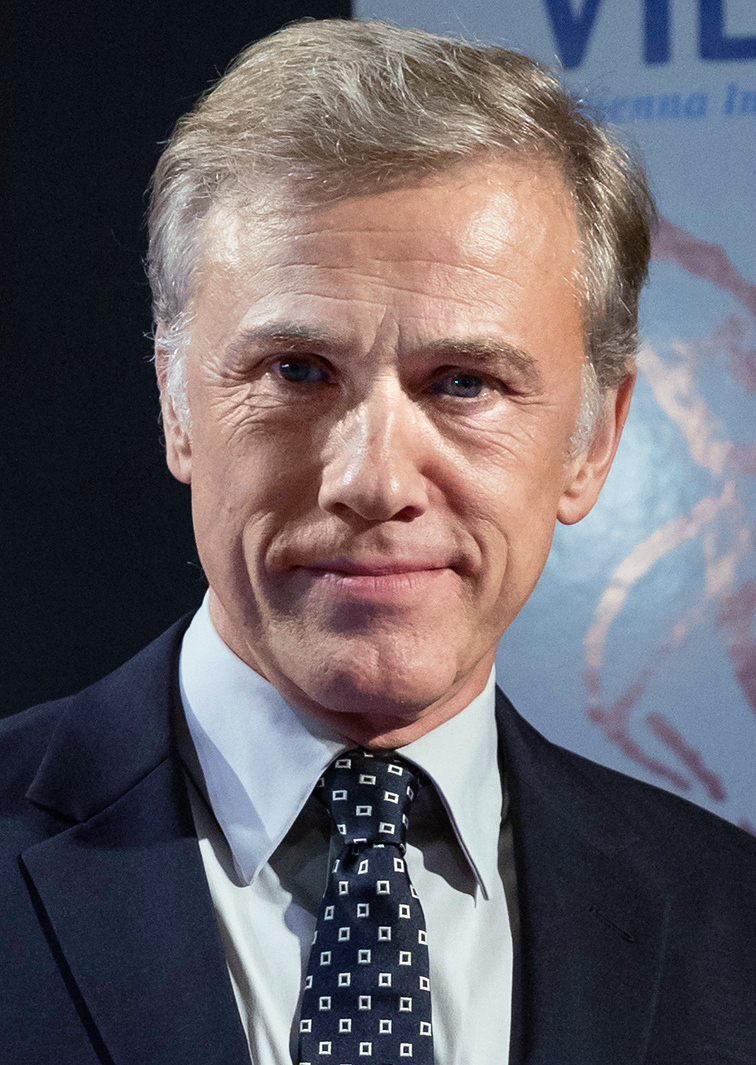
Christoph Waltz, actor austriac
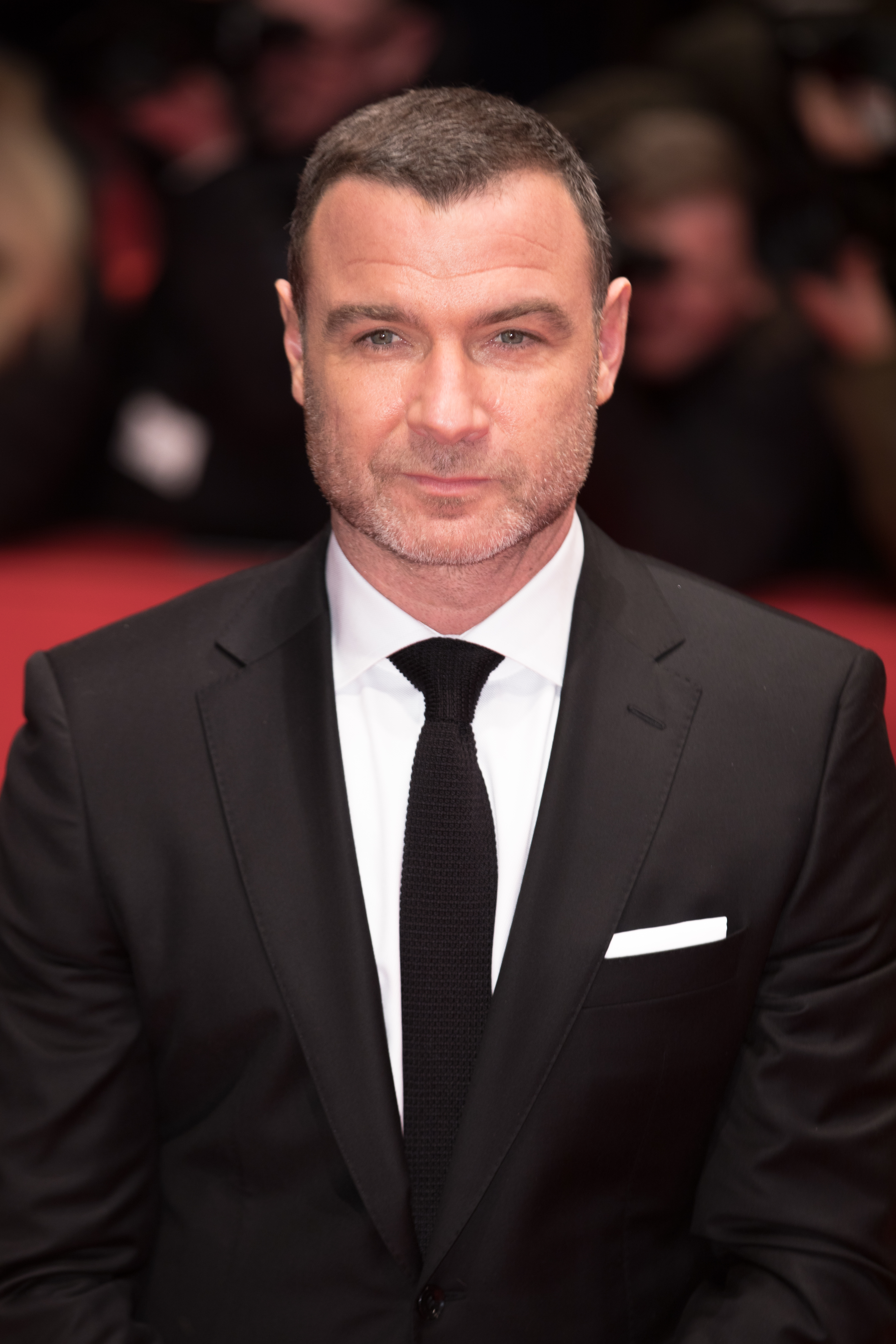
Liev Schreiber, actor american
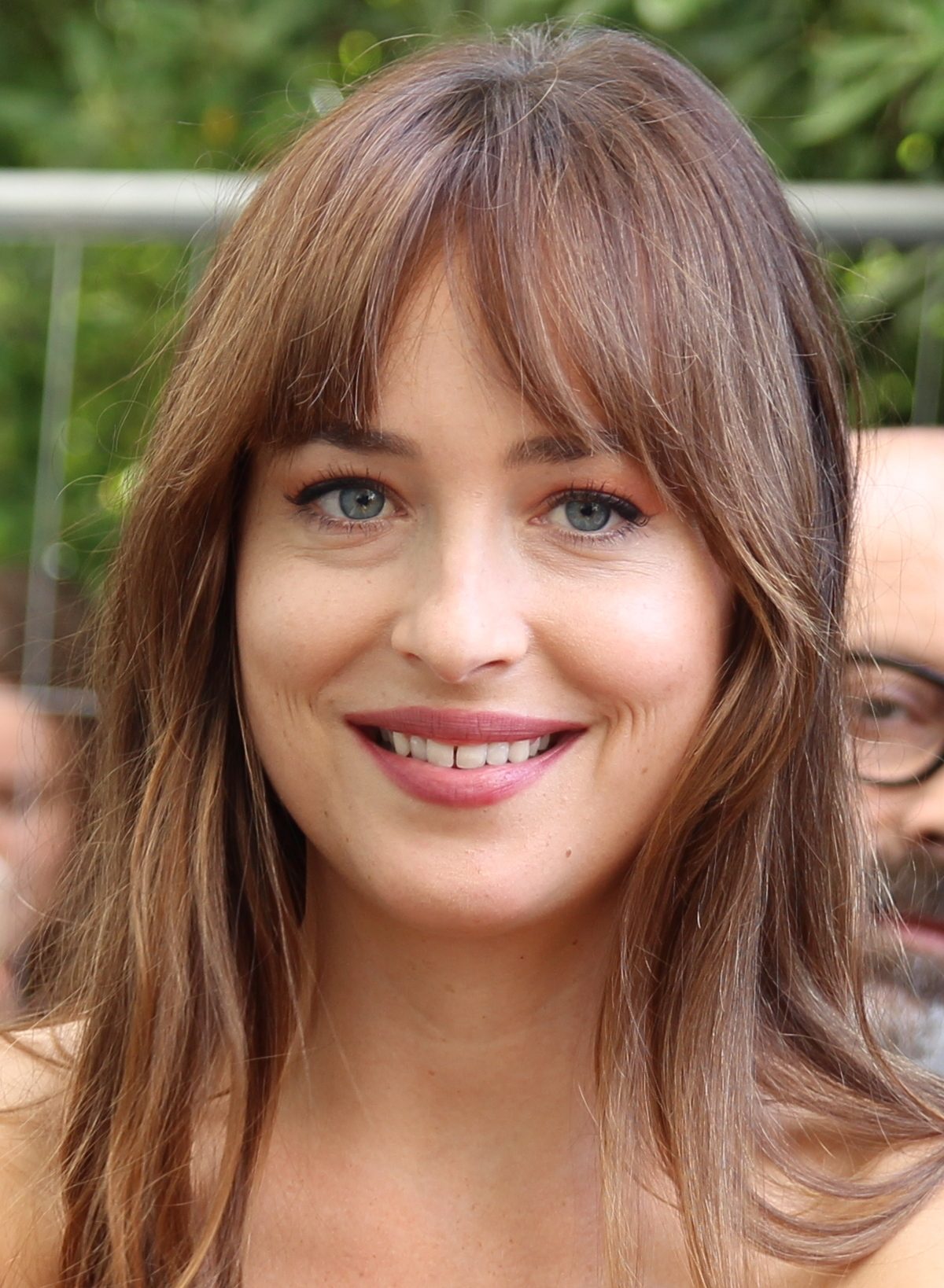
Dakota Johnson, actriță americană

- 1949: Luis Sepúlveda, scriitor si ziarist chilian (d. 2020)
- 1950: Paul Păcuraru, politician român
- 1954: Nicolae Bara, politician român
- 1955: Jorge Valdano, jucător și antrenor argentinian de fotbal
- 1956: Christoph Waltz, actor austriac
- 1961: Kazuki Takahashi, artist japonez (d. 2022)
- 1967: Liev Schreiber, actor american
- 1976: Mauro Camoranesi, fotbalist italian
- 1976: Alicia Silverstone, actriță americană
- 1977: Cabral Ibacka, actor român
- 1978: Marius Manole, actor român de teatru
- 1979: Caitriona Balfe, actriță irlandeză
- 1980: Tomáš Rosický, fotbalist ceh
- 1981: Andreea Enescu, handbalistă română
- 1984: Lena Katina, cântăreață rusă (t.A.T.u. și Neposedi)
- 1986: Bárbara Arenhart, handbalistă braziliană
- 1989: Dakota Johnson, actriță americană
- 2005: Emmanuel al Belgiei, prinț al Belgiei

## Decese
- 1052: Vladimir al Novgorodului (n. 1020)
- 1250: Herman al VI-lea, Margraf de Baden (n. 1226)

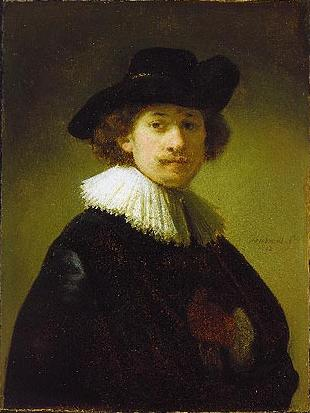
Rembrandt, pictor olandez
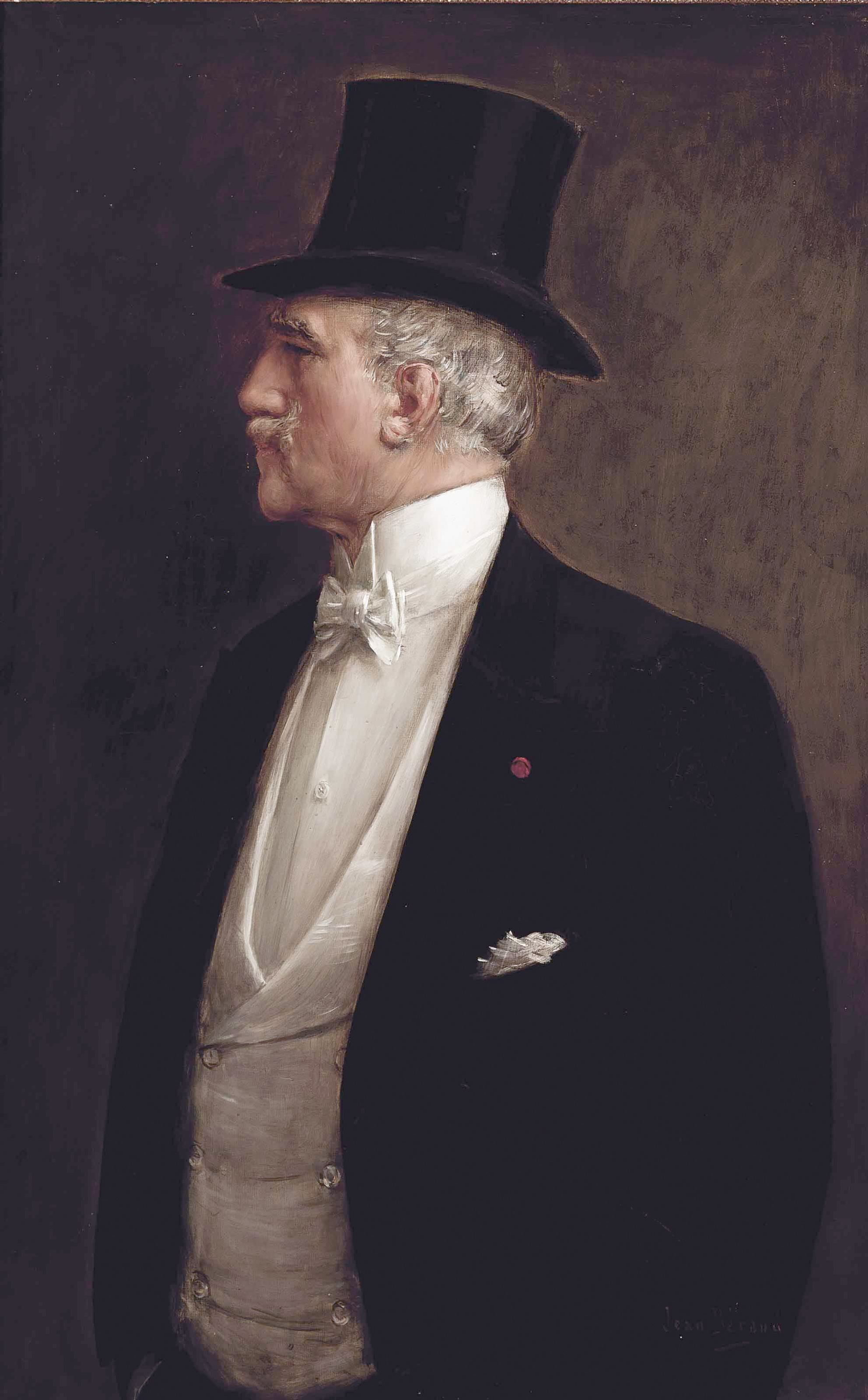
Jean Béraud, pictor francez
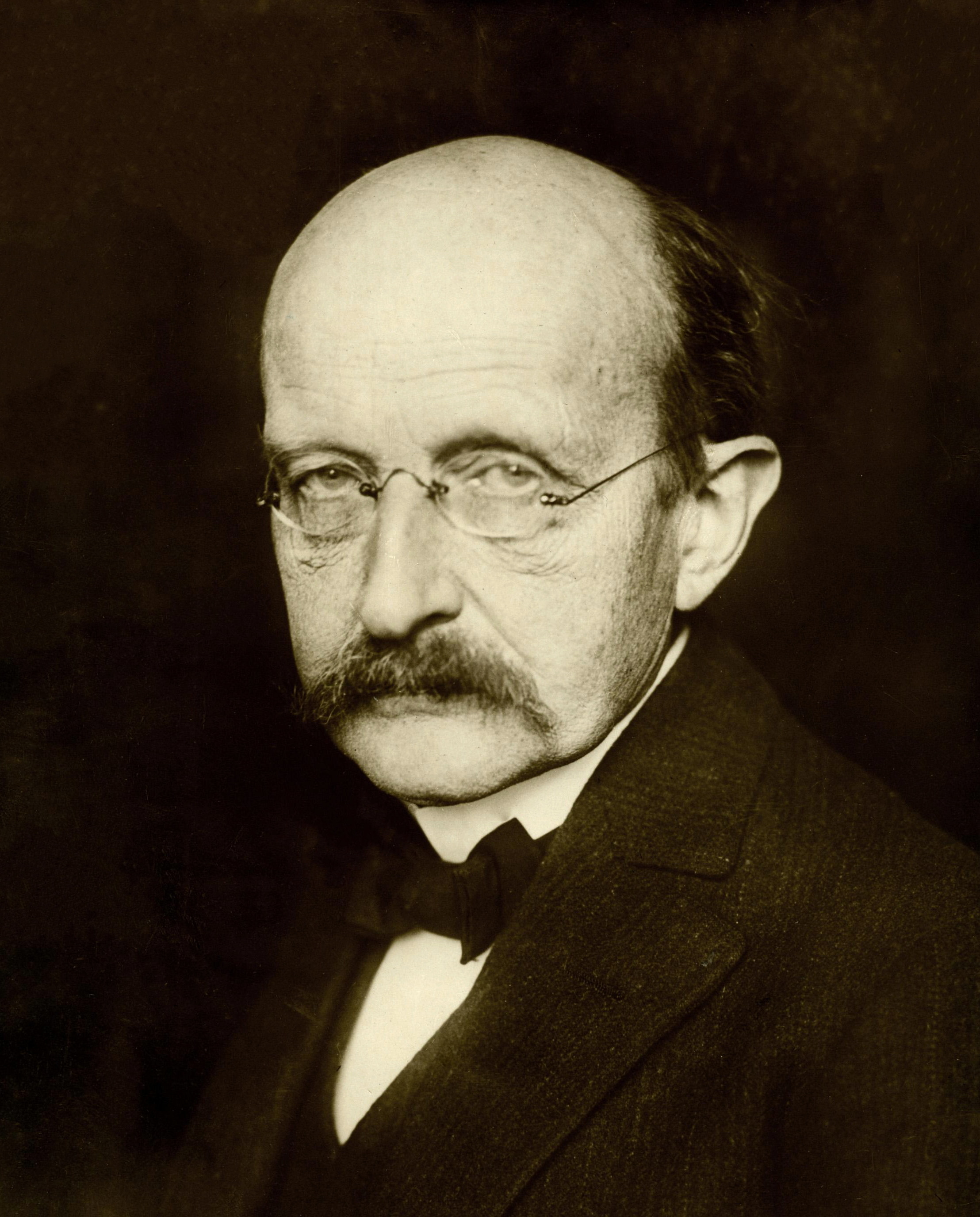
Max Planck, fizician german, laureat Nobel

- 1669: Rembrandt, pictor olandez (n. 1606)
- 1747: Amaro Pargo, corsar și comerciant spaniol (n. 1678)
- 1816: François-Guillaume Ménageot, pictor francez (n. 1744)
- 1851: Manuel de Godoy, Prinț al Păcii, politician spaniol, prim-ministru al Spaniei (n. 1767)
- 1901: Luis Álvarez Catalá, pictor spaniol (n. 1836)
- 1904: Frédéric Bartholdi, sculptor francez (n. 1834)
- 1913: Josep Tapiró Baró, pictor spaniol (n. 1836)
- 1935: Jean Béraud, pictor francez (n. 1849)
- 1940: Petre Andrei, sociolog și politician român (n. 1891)
- 1947: Max Planck, fizician german, laureat al Premiului Nobel (n. 1858)
- 1948: René Benjamin, scriitor francez, câștigător al Premiului Goncourt în 1915 (n. 1885)
- 1970: Janis Joplin, cântăreață americană (n. 1943)
- 1982: Glenn Gould, pianist și compozitor canadian (n. 1932)
- 1994: Luigi Ionescu, cântăreț român (n. 1927)
- 1999: Bernard Buffet, pictor francez (n. 1928)
- 2002: André Delvaux, cineast francez (n. 1926)
- 2006: Traian Ionescu, fotbalist și antrenor român (n. 1923)
- 2010: Norman Wisdom, actor englez (n. 1915)
- 2012: Constantin Țoiu, prozator român (n. 1923)
- 2016: Ion Ochinciuc, prozator și dramaturg român (n. 1927)

## Sărbători
- în calendarul ortodox: Sf. Ierotei, episcop al Atenei (d. sec I)
- în calendarul greco-catolic: Sf. Martir Ierotei al Atenei; Sf. Francisc de Assisi
- în calendarul romano-catolic: Sf. Francisc de Assisi, călugăr (d. 1226)
- în calendarul lutheran: Rembrandt van Rijn, pictor (d. 1669)
- în calendarul anglican: Francisc de Assisi, călugăr (d. 1226)
- Lesotho: Independența față de Marea Britanie (1966)
- Ziua Internațională a Animalelor